# Prix Albert-Dauzat
Le prix Albert-Dauzat est le nom donné à deux distinctions scientifiques : l'une est décernée par la Société de linguistique romane depuis 1956 pour récompenser un travail publié ou un ensemble de travaux publiés de linguistique (ou de philologie) portant sur tout ou partie du domaine galloroman ; le second est attribué par la Société française d’onomastique (SFO) tous les deux ans pour récompenser un travail de toponymie ou d’anthroponymie relatif aux pays francophones.
Les deux font référence à Albert Dauzat, né le 4 juillet 1877 à Guéret et mort le 31 octobre 1955 à Paris, est un linguiste français.

## Titulaires
Les titulaires du prix Dauzat de la Société de linguistique romane ont été, depuis sa fondation, Jean Séguy (1957), Pierre Nauton (1959), Charles Camproux (1961), Simone Escoffier (1963), Jean Renson (1965), Henri Bourcelot (1967), Élisée Legros (1969), Pierre Bec (1971), Colette Dondaine (1973), Ernest Schüle (1975), Jean-Claude Bouvier (1977), Jean Lanher (1979), Gérard Taverdet (1981), Frankwalt Möhren (1983), Jean-Pierre Chambon (1985), Pierre Rézeau (1987), Marie-Thérèse Counet (1989), Jean-Paul Chauveau (1991), Marie-Guy Boutier (1993), Sven Sandqvist (1995), André Thibault (1998), Harald Völker (2000), Yan Greub (2003), Éva Büchi (2007), Anthony Lodge (2010), Thomas Städtler (2013), Klaus Grübl (2016).
Les titulaires du prix Dauzat décerné par la Société française d'onomastique (SFO) sont  Charles Rostaing (1972), Raymond Sindou (1974), Francis Gourvil (1977), Émile Lambert (1979), M. le Chanoine Nègre(1981), Frank R. Hamlin (1983), P. F. Fournier (1985), Marcel Baudot (1987), Roger Verdier (1989), Jacques Chaurand (1991), Gérard Taverdet (1993), Marianne Mulon (1995), François de Beaurepaire (1997), Paul Fabre (1999), Michel Tamine (2001), Jean-Claude Malsy (2003), Jacques Lacroix (2007), Wulf Müller (2009), Martina Pitz (2011, à titre posthume), Xavier Ravier (2013), Jean-Claude Bouvier (2016), Jean Germain (2018), Stéphane Gendron (2020).

## Lauréats
| Nom                 | Année |
| ------------------- | ----- |
| Marianne Mulon      | 1995  |
| Gérard Taverdet     | 1993  |
| Jean-Pierre Chambon | 1985  |
| Gérard Taverdet     | 1983  |
| Ernest Nègre        | 1981  |
| Élisée Legros       | 1969  |